# 단치히 공방전 (1807년)
단치히 공방전은 1807년 3월 19일부터 5월 24일까지 나폴레옹 전쟁의 제4차 대동맹 전쟁 기간때 프랑스군이 단치히를 포위 함락시킨 사건을 일컫는다. 1807년 3월 19일 르페브르 원수(Marshall Lefebvre) 휘하 약 27,000명의 프랑스군은 칼크로이트 원수(Marshall Kalckreuth) 휘하의 프로이센과 러시아 연합군 11,000명이 지키고 있는 오늘날 폴란드의 도시 단치히를 공격하였다.

## 단치히의 중요성
단치히는 중요한 전략적 요충지로써, 6만의 인구가 거주하며, 비스툴라(Vistula) 강의 입구 역할을 하는 요새화된 중요한 항구가 있었을 뿐만 아니라 프랑스군의 좌측을 직접적으로 위협하는 위치에 있었다. 그리고 이 땅이 계속 프로이센의 영토로 남아있는 상태로 프랑스군이 동쪽으로 진군하게 될 경우 프랑스군의 후방을 위협받을 수 있었다. 따라서 이곳은 연합군의 상륙항으로 사용될 수 있었고, 이렇게 될 경우 프랑스군은 배후에 나타난 적과 전투를 벌여야만 했다. 또한 단치히는 공격하기가 힘들었는데, 왜냐하면 단치히를 공략하기 위해서는 서쪽 방향에서만 진군해야만 했기 때문이다. 북쪽의 경우 비스툴라 강이 가로막고 있었고, 남쪽과 동쪽의 경우 습지대가 놓여 있었다. 게다가 단치히에는 프랑스의 대육군(the Grande Armée)이 이후 동방을 원정하는 데 꼭 필요한 물품들인 화약, 곡물, 브랜디와 같은 주류 등이 많이 있었다. 나폴레옹은 1807년 2월 18일 르페브르 원수에게 편지를 보내 다음과 같이 강조했다.
"그대의 명예는 단치히를 공략하는 것에 달려있으니 반드시 그곳으로 가게나."

## 전투 순서
도시를 함락시키라는 명령은 1월 중순 르페브르 원수와 휘하의 제10군단에게 떨어졌다. 원수는 공병대를 이끄는 샤슬루-로바(Chasseloup-Laubat) 장군과 포병대를 지휘하는 바스통 드 라리보이시에(Baston de Lariboisière)의 지원을 받았다. 이들은 그들이 담당하는 공병과 포병 부분에서 프랑스에서 가장 유능한 이들이었다. 드루오(Drouot) 장군은 참모장을 맡았다. 제10군단은 돔브로브스키(Dombrowski) 휘하의 2개의 폴란드 사단, 1개의 작센 군단과 바덴으로부터의 지원군, 2개의 이탈리아 사단과 10,000명의 프랑스군으로 구성되어 있었다. 제10군단의 전 병력은 약 27,000명이었으며, 3,000명의 기병이 있었다. 단치히는 프로이센의 장군 프리드리히 아돌프 폰 칼크로이트 백작이 11,000명의 병력과 300문의 포를 갖고, 수비하고 있었다. 하지만 나폴레옹은 이들을 "카나일(canaille 오합지졸, 어중이 떠중이)"라고 묘사하였다.

## 포위

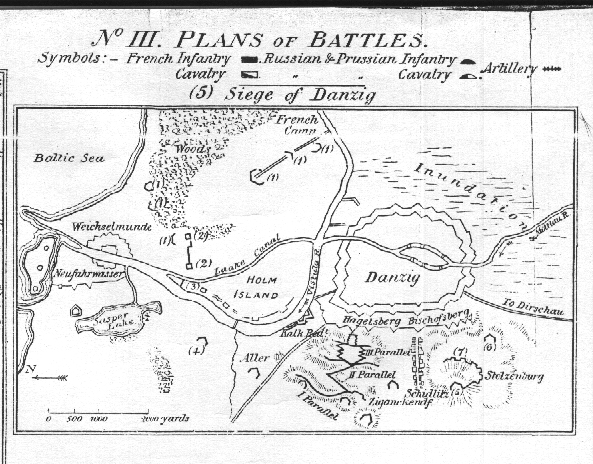
단치히 공방전의 작전그림

3월 20일 나폴레옹의 명령에 따라 프랑스 제10군단은 단치히를 포위하기 위한 사전 공작에 착수했는데, 프랑스 장군 슈람(Schramm)은 2,000명의 병력을 이끌고 베이체셀문드(Weichselmunde) 항 바깥 너머에 있는 비스툴라 강의 북쪽해안으로 이동하여 도시의 북쪽 방향의 거점을 장악하였다. 4월 2일 공성용 참호를 파기에 알맞을 정도로 땅이 녹았다. 4월 8일 두 번째 참호를 팠고, 이는 4월 15일 완료되었다. 세 번째 참호는 4월 25일 완성되었다. 4월 11일 슐레지엔의 요새 슈바이드니츠(Schweidnitz)가 프랑스의 장군 방담(Vandamme)에게 함락되고, 이 곳에 있던 프랑스군의 공성용 포가 단치히로 이동되어 4월 21일 도착하였다.

## 도시를 구원하려는 노력
3월 23일 프랑스 포병대가 포격을 시작하였다. 러시아군은 5월 10일과 15일 동안 카멘스키(Kamensky) 장군이 영국의 전투용 슬루프(sloop)함 팔콘(Falcon)과 스웨덴의 전열함의 호위를 받는 57척의 수송선에 8,000명의 병력을 태우고 단치히에 지원병을 파견하려 하였다. 그러나 1,200명의 병사를 태운 스웨덴 함선이 늦어졌기 때문에 카멘스키는 작전을 연기해야 했다. 이는 르페브르에게 지원 작전에 대처할 시간을 주었고, 러시아군은 결국 단치히를 지원하는 데 실패하고 말았다. 영국 사료에 따르면 46명의 장교들과 1,600명이 전사하였다고 기록되어 있고, 프랑스 측 사료에 따르면 3,000명의 러시아군이 전사하거나 부상을 입었다고 기록하고 있다. 18문의 포를 장착한 영국의 코르벳함 다운틀리스(Dauntless)가 강을 통해 단치히에 반드시 필요한 보급품인 화약을 150상자정도 보급하려 하였으나 이마저도 함선이 좌초하여 실패하였고, 실려 있던 물자는 파리에서 온 척탄병 근위부대에게 탈취 당했다.

## 계속되는 공성전
도시를 구원하려는 앞서의 노력들은 실패로 끝났고, 프랑스군은 단치히에 대하여 계속적으로 공성전을 실시하고 갱도를 팠다. 5월 21일 모르티에 원수(Marshal Mortier) 휘하의 군단이 지원병으로 도착하여 하겔스베르크(Hagelsberg)를 급습하는게 가능해졌다. 프랑스군이 하겔스베르크를 공략하는 것을 보면서 단치히에서는 더 이상 프랑스군의 공격을 막아낼 수 없다고 판단했고, 칼크로이트는 르페브르에게 협상을 제안했다. 1793년 마인츠(Mainz)에서 프로이센군이 프랑스군에 제안했던 것과 똑같은 항복조건이 제시되었다. 이 조건은 이미 진군을 하고 있던 나폴레옹의 허락을 미리 받아논 상태였고, 결국 프로이센군도 받아들이기로 하였다. 도시의 수비병들은 전쟁중의 명예와 함께 북을 울리고, 화승의 불을 당기고, 군기를 휘날리며 도시 밖으로 나갔다. 항복조건은 관대했는데, 왜냐하면 나폴레옹은 공성전을 전투가 본격적으로 시작되는 여름 전에 끝내고 싶었기 때문이다. 전투가 본격적으로 시작되기에 앞서 나폴레옹은 후방의 위협을 제거하고, 공성전에 투입된 병력을 다른 곳에 배치하고 싶어했다.

## 항복과 그 영향
단치히는 1807년 5월 24일 항복하였다. 나폴레옹은 근처에 있는 베이셸문드 항을 공격하라는 명령을 내렸다. 근처의 항구로 퇴각한 카멘스키와 휘하의 병력들, 그리고 베이셸문드의 수비병들은 얼마 안 있어 항복해버리고 말았다. 단치히 공방전 중에 수비측은 약 11,000명의 병력을 잃었으나, 프랑스군은 대강 400명의 병력밖에 잃지 않았다. 르페브르 원수의 공적에 대한 상으로 나폴레옹은 5월 28일 상원에 편지를 보내 르페브르에게 "단치히 공작"(Duc de Dantzig)의 칭호를 줄 것을 요청했다. 그러나 나폴레옹은 르페브르에게 이 사실을 직접 알리지 않았고 단지 5월 29일 원수에게 간단한 편지를 보냈을 뿐이다.
"나는...그대의 작전에 매우 만족하고 있소. 그래서 나는 이미 그대의 공적에 대한 상을 내렸소. 그대는 파리의 소식을 듣게 될 때 내가 어떤 상을 내렸는지 알게 될 것이고, 이로 인해 그대는 내가 그대에 대하여 어떻게 생각하는지 확실히 알게 될 것이오."

1807년 9월 9일 나폴레옹은 반독립 국가인 단치히 자유시(Free City of Danzig)를 설립하였다. 이 나라의 영토는 오늘날에 그단스크(Gdańsk)로 알려진 단치히 시와 비스툴라 강의 입구에 해당하는 교외 지역을 포함한 구 프로이센 왕국 령의 일부로 구성되어 있었다. 여기에 헬 반도(Hel Peninsula) 와 비스툴라 강 근교도 포함되었다. 1813년 1월 말부터 11월 29일까지 러시아군은 단치히에 대한 공격을 개시했고, 프랑스 점령군은 1814년 1월 2일 퇴각할 수밖에 없었다.